# Manifestações de fome na Polônia em 1981
Em meados de 1981, em meio a uma crise econômica generalizada e escassez de alimentos na República Popular da Polônia, milhares de poloneses, principalmente mulheres e seus filhos, participaram de várias manifestações contra a fome, organizadas em cidades e vilas de todo o país. Os protestos foram pacíficos, sem tumultos, e o maior ocorreu em 30 de julho de 1981 em Łódź. A situação na Polônia comunista era séria o suficiente para levar Adam Michnik a escrever: "A Polônia enfrenta levantes de fome".

## Antecedentes
O verão de 1981 foi uma época muito turbulenta na Polônia comunista. A criação do Solidariedade, o primeiro movimento político de massa independente no Bloco Oriental, despertou as esperanças de milhões de poloneses e, em meados da década de 1980, o Solidariedade era de longe a maior organização não religiosa do país, com cerca de 10 milhões de membros. No entanto, ao mesmo tempo, a crise econômica era tão grave e a escassez de alimentos na Polônia era tão comum, que em várias cidades aconteceram as chamadas manifestações da fome (ou procissões da fome). Os maiores protestos ocorreram em Łódź, a cidade que sofria principalmente com a escassez de carne.
Segundo o diário Rzeczpospolita, o verão de 1981 foi o "fundo da crise". Praticamente todos os produtos estavam em falta, incluindo carne, café, sabão em pó, açúcar e cigarros. Em Varsóvia, os autocarros do transporte público não tinham estepe e a empresa anunciou que apenas as vias principais seriam mantidas, acrescentando que o público tem de se habituar a uma situação em que "há escassez de carne, sabão, cigarros e de um sistema de transporte decente". A situação foi resumida por um sombrio pôster do Solidariedade que apareceu nas ruas polonesas no início do verão de 1981. Ele mostrava uma caveira negra com uma faca e um garfo cruzados embaixo dela. O primeiro resultado do nono congresso do partido: um corte nas rações alimentares, dizia o pôster, referindo-se à redução de 20% nas cotas de carne.
Segundo as estatísticas, divulgadas no final de julho de 1981, a oferta de carne havia caído 17% nos primeiros seis meses do ano, e o governo da Polônia tentou controlar a situação limitando a oferta de carne para a população do país. Foi anunciado que, a partir de agosto de 1981, cerca de 16 milhões de cidadãos poderiam comprar até 3 kg (6,6 lb) de carnes por mês, em vez de 3,7 kg (8,2 lb) antes (desde que houvesse carne no mercado). ). Este anúncio gerou comentários raivosos, o Solidariedade exigia o controle da produção de alimentos e havia rumores de que o governo estava mantendo a carne longe do público. As pessoas passavam dias, se não semanas, em filas para comprar os produtos necessários. Em muitos casos, Comitês Sociais de Fila especiais foram formados, que nomearam o Chefe da Fila – pessoa que fazia uma lista dos que aguardavam e, em horários marcados, verificava os nomes. Os que não compareceram perderam a vaga na fila.

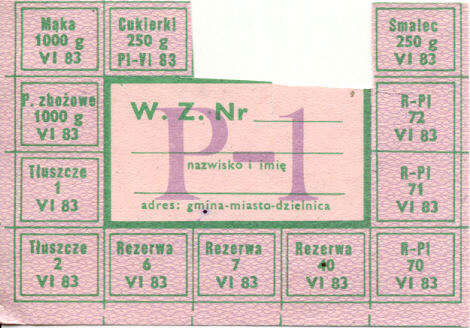
O cartão de racionamento de alimentos polonês P-1 dos anos 80 inclui uma cota mensal de, entre outros itens, carne, 250 g (8,8 onças) de doces, 1 kg (2,2 lb) de farinha, 250 g (8,8 onças) de banha

## Primeiras manifestações
A primeira manifestação de fome registrada ocorreu em 25 de julho de 1981, no centro da cidade de Kutno, em um entroncamento ferroviário crucial. Cerca de 2 000 pessoas participaram, e foi o primeiro protesto de rua na Polônia desde agosto de 1980, já que o Solidariedade vinha tentando limitar suas ações às fábricas. A manifestação em Kutno foi organizada pelo escritório local do Solidariedade, Comitê Fundador Interfábrica ( Międzyzakładowy Komitet Założycielski). Os manifestantes em Kutno carregavam faixas proclamando: Estamos cansados de passar fome, Estamos cansados de fazer fila, e Exigimos uma vida no nível de um país civilizado, carregando panelas e frigideiras vazias.
Nos dias seguintes, foram organizadas manifestações em várias cidades de todo o país, como Częstochowa, Białystok, Tarnów, Tomaszów Mazowiecki, Olsztyn, Tarnowskie Góry, Konin, Kraków, Piotrków Trybunalski, Bełchatów (30 de julho, 3 000 participantes), Pabianice, Szczecin (31 de julho, 5 000 participantes), Kalisz e uma série de protestos em Łódź, onde ocorreu a primeira manifestação na segunda-feira, 27 de julho, às 15h00. Cartazes, levados pelos moradores de Łódź, diziam entre outros: "Nossos filhos estão com fome", "Ficamos na fila 24 horas por dia", "Queremos pão partido, não a Polónia", "Os famintos de todos os países – uni-vos!", e "Não vamos trabalhar com fome". Nos dias seguintes, outras manifestações ocorreram em Łódź - em 29 de julho e em 30 de julho, quando até 50.000 pessoas protestaram, abençoadas no caminho pelo Bispo de Łódź, Józef Rozwadowski. A maioria dos participantes eram mulheres e seus filhos, com homens andando nas laterais e tentando proteger os manifestantes. Como Jacek Kurońdisse mais tarde: "Aquelas multidões empunhando faixas quebraram o princípio de não sair das fábricas para ir às ruas. Eles criaram uma atmosfera de tal tensão que o governo provavelmente entrou em pânico".

## Demonstração em Łódź
A maior manifestação ocorreu em Łódź, em 30 de julho de 1981, e foi organizada por um grupo de ativistas locais do Solidariedade, como Andrzej Slowik, Grzegorz Palka, Jerzy Kropiwnicki e Janina Kończak. Łódź era a cidade em que a escassez de alimentos era comum e crônica. Em meados de 1981, os únicos alimentos racionados ainda disponíveis eram manteiga e farinha.
Estima-se que entre 30 000 e 50 000 mulheres e crianças marcharam naquele dia ao longo da principal artéria de Łódź, a rua Piotrkowska. Um repórter do diário Życie Warszawy descreveu a procissão negra em Łódź como "Algo sublime, mas ao mesmo tempo deprimente. A manifestação ocorre em silêncio, com um sentimento de luto. A maioria dos participantes são mulheres de diferentes idades, que cantam hinos, como "Boże, coś Polskę" ou canções patrióticas, incluindo "Rota". As faixas diziam: Queremos comer, Os famintos de todos os países - uni-vos, Nossos filhos estão com fome, Não temos forças para trabalhar.
James M. Markham, do The New York Times, escreveu em 30 de julho de 1981: "Conforme planejado, os policiais pararam o tráfego cruzado ao longo da rota de duas milhas e meia enquanto os cartazes raivosos eram levados em direção à prefeitura. Eles proclamavam: Pão, Fome, Quem Quer nos matar de fome? Estamos com fome, os famintos vão comer as autoridades e chega de explicações mentirosas. O maior aplauso foi para o último cartaz da procissão: Como se Come Cupons de Ração? Com Garfo e Faca? Quebraram-se nós de gente em aplausos, segurando as mãos acima de suas cabeças. Algumas pessoas mais velhas choraram".

Jerzy Kropiwnicki, do escritório de Solidariedade de Łódź, foi um dos principais organizadores dos protestos. Esta é a sua lembrança da manifestação:
"Naqueles anos, Łódź ficou famoso na Polônia com a chamada marcha da fome, frequentemente exibida na TV pública durante a lei marcial. A propaganda comunista tentava convencer os poloneses de que a escassez de alimentos estava diretamente ligada às greves. No entanto, em em meados de 1981, quando a situação em Łódź se tornou trágica e não havia garantia de comprar um pedaço de queijo ou um peixe, percebemos que não podíamos mais controlar os trabalhadores. Portanto, em vez de outra greve, organizamos uma protesto de rua. Tudo começou com uma demonstração de veículos pertencentes ao Państwowa Komunikacja Samochodowa (Empresa de Transporte Automóvel) e diversas construtoras, que bloquearam o centro da cidade. Alguns dias depois, na rua Piotrkowska, começou a maior manifestação da história de Łódź. Algumas estimativas afirmam que houve 50 000 participantes, embora quiséssemos apenas que as mulheres participassem. Os homens caminhavam nas laterais e os deficientes na frente".